# John Claudius Loudon
Pour les articles homonymes, voir Loudon.
John Claudius Loudon est un botaniste écossais, né le 8 avril 1783 et mort le 14 décembre 1843.

## Biographie
Loudon naît à Cambuslang, Lanarkshire, en Écosse dans une ferme prospère. Il y passe sa jeunesse et apprend très tôt des notions pratiques sur les végétaux et l'agriculture. Adolescent, Loudon étudie la chimie, la botanique et l'agriculture à l'université d'Édimbourg.
Vers 1803, Loudon publie un article intitulé Observations on Laying out the Public Spaces in London dans un journal littéraire. Dans cet article, il recommande l'introduction d'arbres clairs plutôt que des espèces au feuillage dense. Loudon est atteint d'une crise de rhumatisme articulaire aigu en 1806 qui laisse sa main gauche estropiée, mais il peut continuer à écrire. Comme sa condition se détériore avec le temps, Loudon est forcé d'employer les services d'un dessinateur et d'autres personnes pour l'aider.
En 1808, le général Stratton l'embauche pour aménager son parc de Tew et cultiver ses terres. Loudon aménage une école pour initier les jeunes fermiers aux modes d'affermage et les différentes manières de cultiver le sol. Afin d'améliorer la diffusion des connaissances en agronomie, Loudon édite à la même époque une brochure intitulée The Utility of Agricultural Knowledge to the Sons of the Landed Proprietors of Great Britain, &c., by a Scotch Farmer and Land-Agent.
Il voyage en Europe de 1813 à 1814 et commence peu après à améliorer les systèmes agricoles notamment par la construction de serres. Il met au point un viseur d'orientation des vitres afin d'optimiser l'angle du soleil. Il s'intéresse également au chauffage par le soleil des logements ouvriers.
La vision de Loudon sur la planification de l'urbanisme est très en avance sur son temps. On en trouve un exemple dans son Hints for Breathing Places for Metropolis publié en 1829. Il y évoque la possibilité de planifier l'édification d'espaces verts à Londres afin d'y améliorer la qualité de vie.
En 1832, Loudon définit une théorie du paysagisme dans laquelle la plante doit être placée dans les meilleures conditions possibles afin de lui assurer une bonne croissance. On estimait, au début du XIXe siècle que les jardins ne devaient pas imiter la nature, aussi Loudon choisit des formes géométriques pour les dessiner.
Loudon est un auteur prolifique. Sa première publication est The Encyclopedia of Gardening de 1822. Après ce succès, il publie The Encyclopedia of Agriculture en 1825. Il fonde en 1826, le Gardener’s Magazine, la première publication périodique dévolue entièrement à l'horticulture. Peu de temps après, il commence à faire paraître le Magazine of Natural History en 1828.
Il publie de nombreux articles : The Encyclopedias of Plants (1828) ; The Encyclopedia of Cottage, Farm, Villa Architecture (1834) ; Arboretum et Fruticetum Britannicum (1838) ; Suburban Gardener (1838) ; The Encyclopedias of Trees and Shrubs (1842) ; Cemeteries (1843).
À travers ces publications, Loudon souhaite obtenir une large audience pour ses idées sur la création d'espace commun et d'amélioration de l’aménagement des villes. Le public visé est le grand public comme les professionnels.

## Principales réalisations de Loudon
- Birmingham Botanical Gardens
- Derby Arboretum, Derby City
- Harewood House, West Yorkshire
- Abbey Cemetery, Bath et North East Somerset
- Ditchley, Oxfordshire
- Garth, The, Guilsfield, Powys
- Stradsett Hall, Norfolk

## Source
- Traduction un peu simplifiée de l'article de langue anglaise de Wikipédia.